# Параван (морська справа)

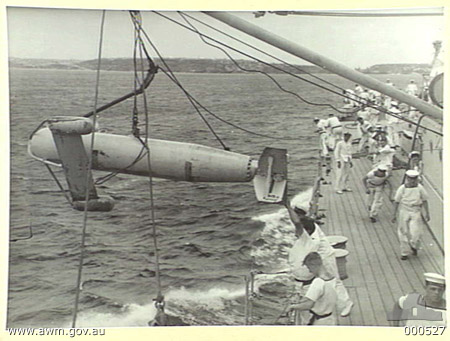
Спуск паравана з борту австралійського легкого крейсера «Сідней» часів Другої світової війни. Січень 1940

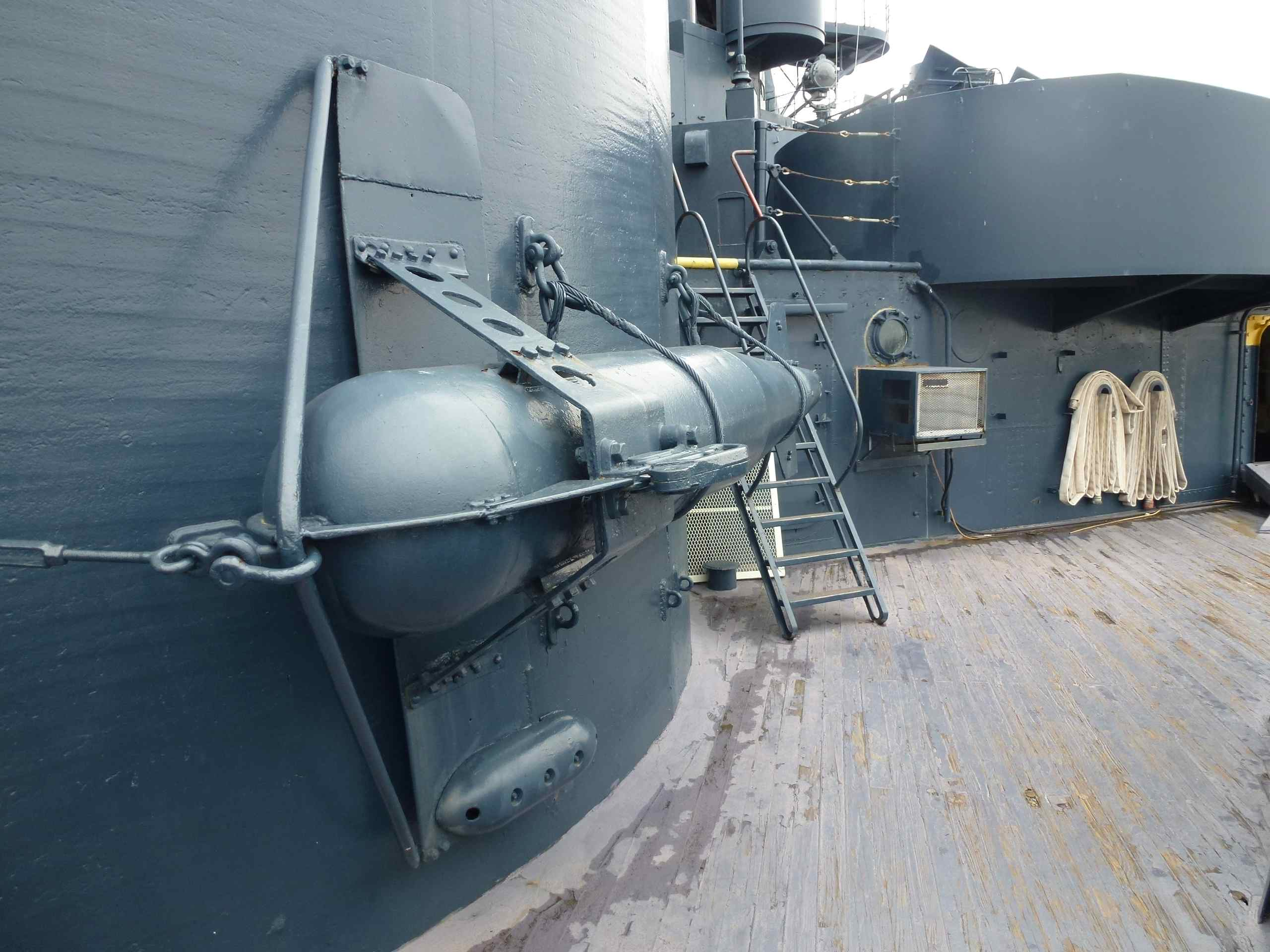
Паравана, прикріплений до борту американського лінкора «Техас». Військово-морський музей. Техас. США

Параван (від англ. paravane, від лат. parare — «захищати, запобігати» (відбивати) і англ. vane — крило, лопать, кермо) — у морській справі — пристрій, що буксирується для захисту корабля від якірних мін. Складається з корпусу з крилом особливої форми, стабілізатора глибини і різака для перерізання мінрепів. Параван з'єднується з кораблем за допомогою троса, при траленні опускається з обох бортів на параван-балках, на ходу відходить від корпусу і рухається на заданій глибині. При торканні троса паравана мінрепа його міна відводиться по тралювальній частині в сторону від корабля, а мінреп перерізується різаком. Може використовуватися на будь-яких кораблях, у такому випадку називається параван-охоронець.
Перший параван розроблений 1914—1916 роках британськими морськими офіцерами командером Сесілем Усборном та лейтенантом С.Берні. Фінансування здійснював засновник авіаційної компанії Bristol Aeroplane Company сер Джордж Вайт.